# 西熊本駅
西熊本駅（にしくまもとえき）は、熊本県熊本市南区刈草一丁目にある、九州旅客鉄道（JR九州）鹿児島本線の駅である。
宇土駅から三角線に入る「あまくさみすみ線」の系統も乗り入れており、利用が可能である。

## 概要
設置費用を全て熊本市が負担する請願駅。整備費12億5000万円のうち3億8000万円は国の交付金を利用する。
仮称として「近見新駅」、単に「近見駅」が用いられていたが、2015年7月23日にJR九州から正式駅名が西熊本駅と発表された。熊本市が2015年2月から3月にかけて駅名を募集したところ「西熊本駅」が550件中389件（71%）で最多となり、他には「下熊本駅」「近見駅」「刈草駅」などの案も寄せられたという。
この場所に新駅を設置する構想は熊本県道51号熊本港線が開通した1990年代にもあったが、当時JRは協力的ではなかった。建設直前の時点でも、JRの予想では一日当たり乗車人数は僅か377人であり、新駅設置に消極的であった。熊本市は周辺人口から換算して一日当たり乗車人数1,200人以上と推計して建設を進めた。JRの予想乗車人数が少なかったために無人駅として造られたが、今後の利用者の増加次第では有人駅化も視野に入れられている。
かつては熊本市電川尻線が付近を走っており、当駅から200 mほど東に下近見電停もあったが、1965年（昭和40年）に廃止されている。

## 歴史
- 2016年（平成28年）3月26日：開業[3]。

## 駅構造

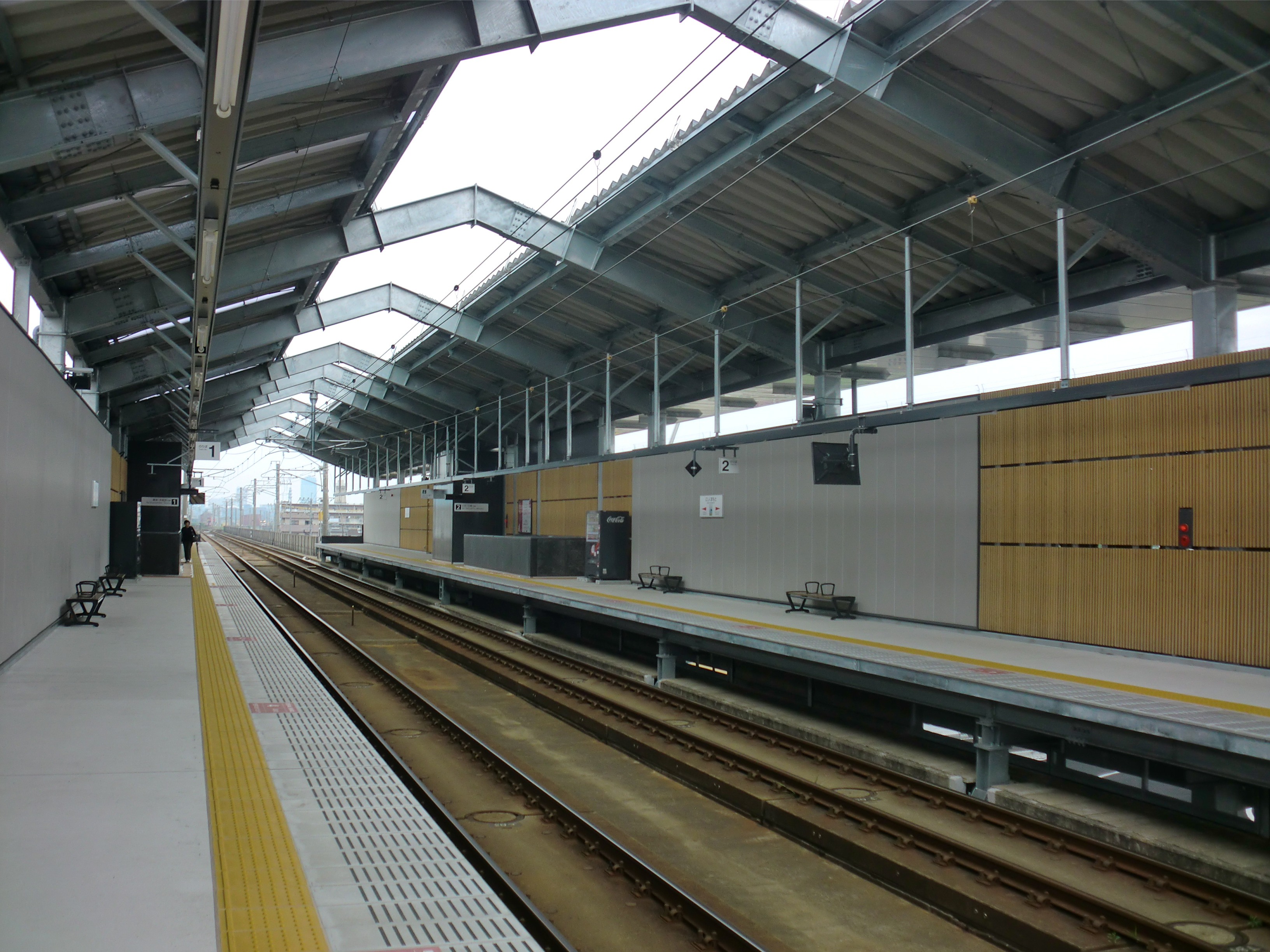
ホーム（2016年6月）

相対式ホーム2面2線。4両まで対応を有する高架駅であり、入口は1階東口のみで駅前広場も東口のみにある。無人駅だが管理駅の熊本駅から駅員が派遣されるよう改札室も設置されている。
貫通2方向型エレベーターが上りと下りホームにそれぞれ1台ずつ設置され、簡易ICカード改札機が2機、自動券売機（ICカード非対応）が1機設置されている。
トイレは改札内にあり、車椅子対応の公衆トイレも設置されている。
高架下には無料の駐輪場（自転車607台、125cc以下原付35台）が、駅前広場には24時間300円および20分以内無料の駐車場がそれぞれ設けられている。

### のりば
| のりば | 路線                                  | 方向 | 行先             |
| ------ | ------------------------------------- | ---- | ---------------- |
| 1      | ■鹿児島本線 （■あまくさみすみ線含む） | 上り | 熊本・大牟田方面 |
| 2      | ■鹿児島本線                           | 下り | 八代方面         |
| 2      | ■あまくさみすみ線                     | 下り | 三角方面         |

## 利用状況
2023年（令和5年）度の1日平均乗車人員は1,412人である。
| 年度               | 1日平均 乗車人員 | 増加率 |
| ------------------ | ---------------- | ------ |
| 2016年（平成28年） | 660              |        |
| 2017年（平成29年） | 922              | 39.7%  |
| 2018年（平成30年） | 1,121            | 21.6%  |
| 2019年（令和元年） | 1,251            | 11.6%  |
| 2020年（令和02年） | 973              | -22.2% |
| 2021年（令和03年） | 1,191            | 22.4%  |
| 2022年（令和04年） | 1,312            | 10.1%  |
| 2023年（令和05年） | 1,412            | 9.3%   |

## 駅周辺
駅の北側を東西方向に熊本県道51号熊本港線が走り、東側を南北方向に熊本市道川尻線が走っている。市道の東側には更に国道3号が市道と並行に南北方向に走り、国道57号も東へと延び、熊本市の交通の要所である。
駅の北側と西側はイオンタウン西熊本があり、駅の出口正面の東側はホテルニューガイア西熊本駅前や洋服の青山熊本近見店等の店舗やマンションが建っていて、周辺は住宅や店舗等が建ち並んで熊本市南区の中心的な場所となっている。

### 道路
- 国道3号
- 国道57号
- 熊本県道51号熊本港線
- 熊本市道川尻線（通称：川尻市道）

### 施設
駅東側
- 熊本県熊本南警察署西熊本駅前交番[10][11]
- イオンタウン西熊本A街区[12]（スポーツオーソリティ、ザ・ダイソー、ゲオなど19店舗）
- ホテルニューガイア西熊本駅前
- 洋服の青山熊本近見店
- コジマ×ビックカメラ熊本店
- TSUTAYA AVクラブ 近見店
- ニトリ 熊本近見店
- 近見神社
- 熊本市立日吉小学校
- 熊本市立日吉中学校
- 熊本市立日吉東小学校
- 済生会熊本病院

駅西側
- イオンタウン西熊本B街区（マックスバリュ、マツモトキヨシなど21店舗）
- イオンタウン西熊本C街区（KKT総合住宅展示場エコラス、肥後銀行力合近見支店など7店舗）
- 刈草中央公園
- 熊本市立力合中学校
- 熊本市立力合小学校
- 熊本市立力合西小学校
- 熊本市総合屋内プール アクアドームくまもと
- 南部総合スポーツセンター

## バス路線
下近見
- 産交バス 
  - R1-1・R1-2・R1-5：桜町BT・水道町
  - K6-0：県庁（県会議事堂）

刈草
- 産交バス 
  - R1-1：リバグリーン八幡
  - R1-2：国町駐車場
  - R1-5：松橋産交

## 隣の駅
九州旅客鉄道（JR九州）
■鹿児島本線・■あまくさみすみ線（三角線直通）
■区間快速・■普通
熊本駅 - 西熊本駅 - 川尻駅